# Niña mimada
Niña mimada es una telenovela venezolana que fue producida y transmitida por RCTV en el año 1998. Una historia original de Valentina Párraga y dirigida por José Alcalde. 
Protagonizada por Eileen Abad y Marcelo Cezán, y con las participaciones antagónicas de Scarlet Ortiz y Carlos Cámara Jr.. Además de las actuaciones estelares de Alba Roversi, Dora Mazzone y Jean Carlo Simancas.
DATOS: La tv novela inicialmente tenía semanas de grabación con la actriz concetta lo Dolce pero debido a su poca experiencia y falta de química RCTV tuvo que contratar a la actriz Eileen Abad para el personaje protagónico siendo este el primero de su carrera gracias a su actuación en la nena en contra viento y marea y se tuvo que volver a grabar la novela

## Sinopsis
Patricia Echegaray es una niña mimada, que se ve obligada a casarse con un despiadado hombre de negocios a fin de salvar la fortuna de su familia. Ella se escapa y se reúne con Ángel, un hombre apuesto y sencillo, que enseña a Patricia a apreciar cada cosa de la naturaleza y la vida. Sin embargo, para Ángel y Patricia el camino a la felicidad será pavimentado con secretos siniestros, la codicia sin límites y un pasado oculto.

## Elenco
Protagonistas
- Jean Carlo Simancas - Aurelio Echegaray
- Carlos Cámara Jr. - Joaquin Iriarte
- Marcelo Cezán - Angel Custodio
- Eileen Abad - Patricia Echegaray
- Alba Roversi - Natalia Jorda
- Sebastián Falco - Idrogo
- Scarlet Ortiz - Federica Jorda
- Dora Mazzone - Rosalia
- Ricardo Álamo - José 'Cheo' Mogollon
- Sheyene Gerardi - La Araña
- Virginia Lancaster - Cecilia Echegaray
- Eliana Lopez - Eme Eme
- Guillermo Pérez - Vladimir Mogollon
- Francis Rueda - Margarita Mogollon
- Alejandra Salomon - Afrodita del Carmen

### Miembros del equipo del final de la entrada
- Montaje Musical Roumlo Gallegos
- Tema Musical Culpable O No
- Original de Rudy La Scala
- Compuesta por Francisco Cabrujas
- Interpretado por Luis Miguel
- Artista Exclusivo de Sonografica
- Productor Ricardo Álamo
- Gerente de Producción Arnaldo Livansky
- Productor Humorístico Ariel Fedullo
- Productor Ejecutivo Arquimedes Rivero
- Director Ejecutivo Tabare Perez
- Dirección General César Bolívar

- Datos: Q6043485